# 北京邮局大楼

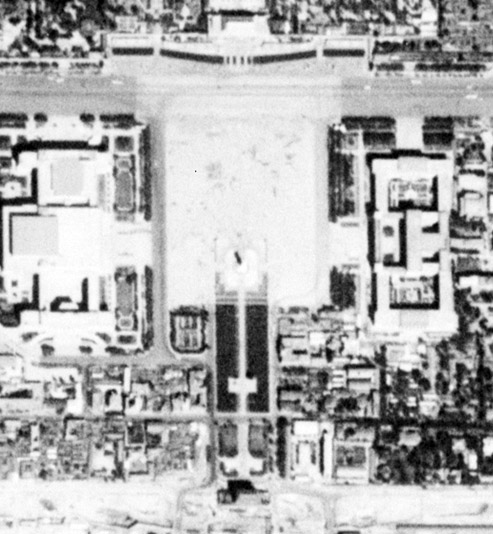
1967年天安门广场卫星地图，方形白色区域为天安门广场，图中中部右下角的白色建筑为北京邮局大楼，中部正下方为正阳门。

北京邮局大楼，位于北京市东城区天安门广场东南侧，1977年拆除。

## 历史
1878年，北京海关以“华洋书信馆”当作邮务代理机构，专营中文信件，后来改为“拨驷达局”，设在总税务司署。
光绪二十二年二月七日（1896年3月20日），光绪帝在总理各国事务衙门“兴办邮政”的奏折上批了“依议”二字，正式批准开办大清邮政官局，中国近代邮政由此诞生。此后，光绪二十三年正月十九日（1897年2月20日）在“拨驷达局”的基础上改设“北京邮政官局”，位于总税务司署内（一说设在台基厂海关附近的一座庙内），设有办公室一间、工作人员两人，翌年增至13人，并且在隆福寺、广济寺、骡马市、菜市口设四个分局，办理信件、包裹、印刷品、汇兑、贸易契等业务。1899年，大清邮政按照海关管界划分邮界，北京邮政官局改称“北京邮界总局”。北京邮界的管辖范围包括直隶、内蒙古以及河南、山西、陕西、甘肃、新疆副邮界。1900年八国联军攻占北京，北京邮界总局被迫停办，1901年重新开业。光绪三十一年（1905年），因业务量猛增，原有场所不敷使用，北京邮界总局迁至小报房胡同。宣统元年（1909年）迁至东长安街中间路北（原址位于老北京饭店西侧，中华人民共和国成立后扩建北京饭店时拆除）。北京邮政脱离海关以后，邮界总局迁往天津，北京邮界总局遂于1911年6月改称北京邮政局。1914年1月，按省设立邮区，取消邮界，邮界总局与副邮界总局全部撤销，北京邮界与天津邮界合并，成立直隶邮区，直隶邮区管理局设在天津，北京邮局为一等局。1919年，北京邮局脱离直隶邮区，升格为北京邮政管理局，管辖直隶省部分地区以及绥远、内蒙古境内的邮局。
因业务发展的需要，北京邮政管理局征用了典礼院户部街（中华民国时期改称“公安街”）第5号至12号门牌（前门）的房屋，拟兴建新楼。户部街大楼历时五年，在1921年落成，北京邮政管理局于1922年6月正式迁入办公。（一说1922年3月北京邮局新楼落成，1922年3月20日北京邮务管理局迁入位于户部街的新楼。）该楼地上三层，地下一层，三层之上是圆形四面钟楼。此后，北京邮局大楼一直是北京邮政总部所在地，直到该大楼1977年被拆除。
1928年8月，北京邮政管理局更名为“北平邮务管理局”，1931年9月改称“北平邮政管理局”。中华人民共和国成立后，北平邮政管理局改称“北京邮政管理局”。由于生产场地及办公用房无法适应需要，国家于1971年在北京站北面建成邮件转运大楼，1993年7月又在该地建成北京邮政枢纽，北京市邮政管理局于是迁到建国门内大街北京邮政枢纽北楼。
1951年5月，中华人民共和国第一代女邮递员之一罗淑珍成为北京邮局大楼下的公安街支局（编号1支局，1964年改为天安门广场邮电局）的一名投递员，后来以“一封信一颗心”享誉全中国，成为全国劳动模范。1964年，公安街自动化邮电局建成，使用上海邮政机械厂以及上海卢湾区邮电局生产的邮品出售设备，共计14部自动出售机。
1976年9月9日，中共中央主席毛泽东逝世。中共中央决定在天安门广场建立“毛主席纪念堂”，并于1976年11月24日奠基。1977年2月4日，北京邮局大楼被爆破拆除。北京市邮政管理局迁至永安路173号。

## 建筑
北京邮局大楼位于天安门广场东南侧。建成于1921年或1922年（一说建成于1900年，实为错误）。在爆破拆除时，北京邮局大楼西距毛主席纪念堂主体工程22米，西北距人民英雄纪念碑120米，东北距中国历史博物馆125米。南侧53米是医科院宿舍，东侧37米是法院，东北40米是北京卫戍区天安门营房。四周密布着电力电讯设施。
北京邮局大楼是典型的欧式建筑。大楼二层以上是局办公地点，一层为天安门邮局，办理各种邮政业务。该楼地上四层，地下一层，共有五层。南北宽45米，东西长54米，地面上高度19.2米，建筑面积约8700平方米。平面呈“凹”字形，内部结构的梁、柱、板都是钢筋混凝土整体浇筑。楼板由墙、梁、柱支承，砖墙间有一排（或两排）钢筋混凝土柱作中间支承点；全部门窗均有石柱支撑；南楼东端为三个楼梯组成的台阶式楼梯间，和一层金库相连通。
北京邮局大楼按照预定爆破方案分为南楼、北楼、西楼共3次爆破。南楼爆破时，因为对东端三个楼梯组成的台阶式楼梯间（而且和一层金库相连接）的坚固稳定程度认识不足，导致爆破后该部分未能坍塌，南楼其他各部位爆破效果很好。对北楼和西楼分别顺利实施爆破后，最后又对南楼楼梯间部位实施补爆，获得成功。
此次爆破项目从1976年12月开始，至1977年2月结束。参与实施爆破的单位是中国人民解放军88611部队、中国人民解放军89003部队、中国人民解放军工程兵工程学院。项目主持人及参加者包括：吴风泰、林学圣、吕慎远、杨子江、杨群清、李登云、周凤仪、李希凡、张振国、张庆功、刘书明、胡汝隆、李和宗、刘金堂等人。